# Maximus Tyrius
Maximus Tyrius (2. század vége) görög filozófus.
Türoszban született, a neoplatonikus filozófia követője volt. Nagy tekintélynek örvendett az Antoninusok, illetve Commodus római császárok alatt. A retorikával is foglalkozott, bölcseleti beszélgetéseit szónoki formába öntötte. 41 értekezése maradt ránk Dialexeisz (Beszélgetések) cím alatt, ezekben többnyire a korban gyakran tárgyalt témákat fejteget. Érdekes, hogy az enciklopédikus műveltséget dicsérte, mint amelynek a filozófus hasznát veszi. Sűrűn idézett a homéroszi költeményekből, Szapphótól, illetve Platóntól. A 24. értekezés Szókratész erotikáját próbálja megvilágítani Platón- és Szapphó idézetekkel. Munkáiban a szónoki ismétléseket keresi, a szinonímákat bőséggel halmozza egybe. Ötletszerű gondolata, mely végtelen fokozatot állított föl az istenségtől le a növényig, később is visszhangra talált.